# Пышкин, Виктор Львович
Ви́ктор Льво́вич Пы́шкин (27 июня 1954, Москва) — советский и российский футболист, нападающий. Сыграл три матча в высшей лиге СССР.

## Карьера
Воспитанник футбольной школы московского «Спартака». Начал взрослую карьеру в команде «Алмаз», выступавшей в соревнованиях коллективов физкультуры, также играл за дубль «Локомотива». В соревнованиях команд мастеров впервые принял участие в 1979 году в составе «Москвича» во второй лиге.
Проведя два результативных сезона в «Москвиче», был замечен тренерами московского «Торпедо», но не смог пробиться в основной состав команды и перешёл в «Торпедо» из Тольятти, а затем играл за тамбовский «Спартак», где провёл 8 матчей и забил 1 гол.
В 1982 году перешёл в московское «Динамо». В высшей лиге дебютировал 29 марта в матче 2-го тура против «Зенита». Всего в том сезоне Пышкин сыграл 3 матча и в апреле ушёл в каширское «Динамо».
С 1983 по 1988 год играл за клуб «Зоркий», сыграл 163 матча и забил 71 мяч. С 1990 по 1991 год выступал за старооскольский «Металлург», «Торгмаш» и «Прометей». В конце карьеры играл за любительские клубы Москвы и Подмосковья. В 1994 году был играющим тренером московского «Алмаза».
После завершения карьеры стал судьёй и инспектором футбольных матчей. В 1990-е годы судил матчи первой и второй лиги, а на матчах высшей лиги работал линейным арбитром. Являлся начальником отдела судейства и инспектирования РФПЛ.